# Liste der Technischen Richtlinien Vorbeugender Brandschutz
In Österreich sind folgende Technische Richtlinien Vorbeugender Brandschutz gültig:
| Kennzeichen für Sachgebiet | Nummer | Ausgabejahr | Inhalt                                                                                                  |
| -------------------------- | ------ | ----------- | --- |
| A                          | 001    |             | Definitionen, Stand Jänner 2019                                                                         |
| A                          | 100    | 2010        | Brandschutzeinrichtungen – Rechnerischer Nachweis                                                       |
|                            | 101    | 1967        | Grundlagen für die Beurteilung der Brand- und Explosionsgefährlichkeit                                  |
| E                          | 102    | 2005        | Fluchtweg-Orientierungsbeleuchtung                                                                      |
| S                          | 103    | 1990        | Funkenlöschanlagen für organische Stäbe und Stäube                                                      |
|                            | 104    | 1964        | Brandgefahren beim Schweißen, Schneiden, Löten und anderen Feuerarbeiten                                |
| H                          | 105    | 1986        | Feuerstätten für feste Brennstoffe                                                                      |
| N                          | 106    | 1990        | Brandschutz in Mittel- und Großgaragen: in Überarbeitung                                                |
|                            | 107    | 2004        | Brandschutzkonzepte                                                                                     |
| B                          | 108    | 1991        | Baulicher Brandschutz – Brandabschnittsbildungen: in Überarbeitung                                      |
| B                          | 109    | 1998        | Brennbare Baustoffe im Bauwesen: aufgehoben                                                             |
| B                          | 110    |             | Brandschutz in Kabel- und Installationsschächten: in Ausarbeitung                                       |
| S                          | 111    | 2008        | Stiegenhausentlüftungsanlagen                                                                           |
| S                          | 112    | 2004        | Druckbelüftungsanlagen                                                                                  |
| N                          | 113    |             | Holzverarbeitungsbetriebe in Ausarbeitung                                                               |
| S                          | 114    | 2006        | Anschaltebedingungen automatischer Brandmeldeanlagen an die Auswertezentralen öffentlicher Feuerwehren: |
| N                          | 115    | 2001        | Brandschutz in Wohnhäusern, Büro- und Verwaltungsgebäuden: Teil 1 Bauliche Maßnahmen: in Überarbeitung  |
| N                          | 116    | 2002        | Brandschutz in Wohnhäusern, Büro- und Verwaltungsgebäuden: Teil 2 Betriebliche Maßnahmen                |
| O                          | 117    | 2006        | Betrieblicher Brandschutz – Ausbildung                                                                  |
| H                          | 118    | 2003        | Automatische Holzfeuerungsanlagen                                                                       |
| O                          | 119    | 2006        | Betriebsbrandschutz – Organisation                                                                      |
| O                          | 120    | 2006        | Betriebsbrandschutz – Eigenkontrolle                                                                    |
| O                          | 121    | 2004        | Brandschutzpläne                                                                                        |
| S                          | 122    | 1997        | Erweiterte Automatische Löschhilfeanlagen                                                               |
| S                          | 123    | 2003        | Automatische Brandmeldeanlagen                                                                          |
| F                          | 124    | 1997        | Erste und Erweiterte Löschhilfe                                                                         |
| S                          | 125    | 1997        | Rauch- und Wärmeabzugsanlagen: in Überarbeitung                                                         |
| A                          | 126    | 1987        | Brandschutztechnische Kennzahlen verschiedener Nutzungen, Lagerungen und Lagergüter                     |
| S                          | 127    | 2000        | Sprinkleranlagen inklusive Übergangsregelung 03: in Überarbeitung                                       |
| F                          | 128    | 2000        | Steigleitungen und Wandhydranten                                                                        |
| N                          | 129    |             | derzeit nicht belegt                                                                                    |
| N                          | 130    | 1977        | Schulen – Teil 1 – Bauliche Maßnahmen: in Überarbeitung                                                 |
| N                          | 131    | 1991        | Schulen – Betriebsbrandschutz – Organisation                                                            |
| N                          | 132    | 2003        | Krankenanstalten, Pflege- und Altenwohnheime – Teil 1 – Bauliche Maßnahmen: in Überarbeitung            |
| N                          | 133    | 2005        | Krankenanstalten, Pflege- und Altenwohnheime – Teil 2 – Betriebliche Maßnahmen                          |
| F                          | 134    | 1987        | Flächen für die Feuerwehr auf Grundstücken                                                              |
| N                          | 135    | 1979        | Veranstaltungsstätten für maximal 300 Besucher-Teil 1-Bauliche Maßnahmen: in Überarbeitung              |
| N                          | 136    | 1979        | Veranstaltungsstätten für maximal 300 Besucher-Teil 1-Betriebliche Maßnahmen                            |
| F                          | 137    | 2003        | Richtlinien für den Löschwasserbedarf                                                                   |
| N                          | 138    | 2000        | Verkaufsstätten – Baulicher Brandschutz: in Überarbeitung                                               |
| N                          | 139    | 1994        | Verkaufsstätten – Betriebsbrandschutz – Organisation                                                    |
| S                          | 140    | 1984        | CO2-Löschanlagen                                                                                        |
| C                          | 141    | 1981        | Lagerung fester brennbarer Stoffe im Freien                                                             |
| N                          | 142    | 1999        | Brandschutz in Regallagern: in Überarbeitung                                                            |
| N                          | 143    | 1995        | Beherbungsbetriebe – Bauliche Maßnahmen: in Überarbeitung                                               |
| N                          | 144    | 1982        | Beherbergungsbetriebe – Betriebliche Maßnahmen                                                          |
| S                          | 145    |             | Schaumlöschanlagen in Ausarbeitung                                                                      |
| S                          | 146    |             | Wassernebellöschanlagen in Ausarbeitung                                                                 |
| S                          | 147    |             | Wassersprühflutanlagen in Ausarbeitung                                                                  |
| B                          | 148    | 1984        | Feststellanlagen für Brandschutz- und Rauchabschlüsse                                                   |
| A                          | 149    | 1985        | Brandschutz auf Baustellen in Überarbeitung                                                             |
| A                          | 150    | 2005        | Sicherheitsaufzüge (Aufzüge für die Feuerwehr)                                                          |
| S                          | 151    | 1994        | Brandfallsteuerungen                                                                                    |
| S                          | 152    | 1996        | Automatische Löschanlagen – Gasförmige Sonderlöschmittel                                                |
| S                          | 153    |             | Pulverlöschanlagen geplant                                                                              |
| E                          | 154    | 2004        | Blitzschutz                                                                                             |
| S                          | 155    |             | Sauerstoffreduzieranlagen (SRA): im Genehmigungsverfahren                                               |
| N                          | 156    |             | Brandschutz in Industrie- und Gewerbebetrieben – Bauliche Maßnahmen: in Ausarbeitung                    |
| N                          | 157    |             | Brandschutz in Industrie- und Gewerbebetrieben – Betriebliche Maßnahmen: geplant                        |
| S                          | 158    | 2006        | Elektroakustische Notfallsysteme                                                                        |
| S                          | 159    | 2007        | Objektfunkanlagen                                                                                       |
| N                          | 160    |             | Brandschutz in Justizanstalten: in Ausarbeitung                                                         |

Stand 1. Oktober 2008